# Porträtt av Andrea Doria som Neptunus
Porträtt av  Andrea Doria som Neptunus (italienska: Ritratto di Andrea Doria nelle vesti di Nettuno) är en oljemålning av den italienske konstnären Agnolo Bronzino. Den målades omkring 1540 och ingår sedan 1898 i samlingarna på Breragalleriet i Milano.
Bronzino var framför allt verksam i Florens och var en av manierismens ledande porträttmålare. Detta porträtt visar den italienske fursten och amiralen Andrea Doria. Han var Republiken Genuas ledare och sjöhjälte i strider mot turkar och fransmän. Till skillnad från de traditionella aristokratiska porträtt som Bronzino utförde, till exempel Eleonora av Toledo och hennes son Giovanni de' Medici, är Doria avbildad i en mytologisk förklädnad som havsguden Neptunus och med hans attribut treudden. Han står på ett skepp med ryggen mot stormasten där hans namn är inskrivet och med en segelduk som nätt och jämnt döljer hans kön. Beställare till målningen var Paolo Giovio.  

## Skulptur

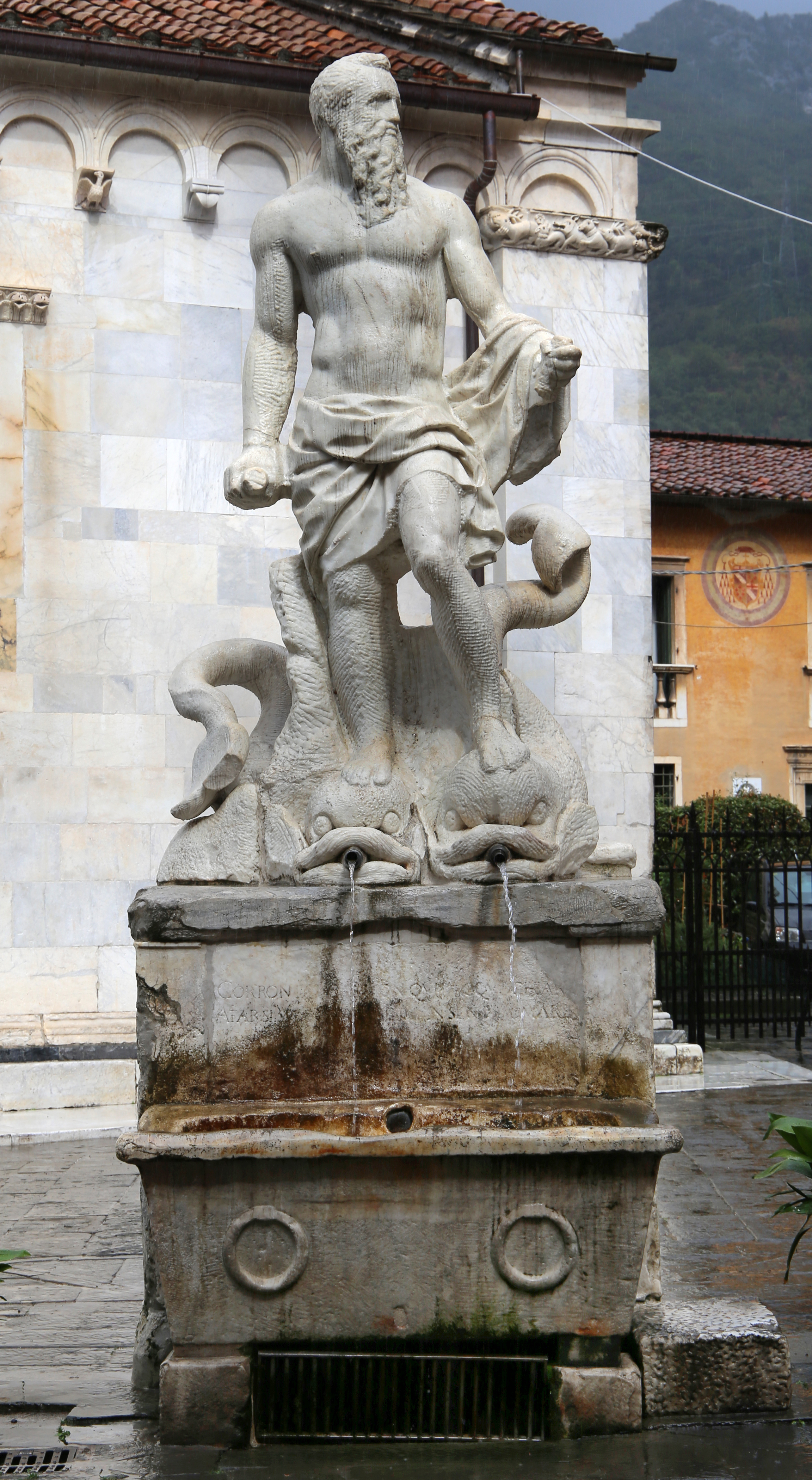
Jätten av Baccio Bandinelli.

Skulptören Baccio Bandinelli hade redan cirka 1528 fått samma beställning: att avbilda Doria som Neptunus. Bandinelli började arbeta med skulpturen i Carrara där marmor utvanns. Doria och Bandinelli blev dock oense om kontraktet och statyn färdigställdes först 1564, efter deras död (båda dog 1560). Den benämndes Jätten och restes som en fontängrupp med delfiner på Piazza del Duomo i Carrara.